# R. C. Bates
Richard Carlos Bates (* 8. Januar 1946 am Houghton Lake im Roscommon County, Michigan) ist ein US-amerikanischer Schauspieler.

## Leben
Bates besuchte eine Schule im Bundesstaat Arizona, da seine damalige Freundin diese Schule besuchte. Als selbsternannter Tierliebhaber studierte er Umweltwissenschaften an der Arizona State University. Aufgrund seiner Lieber zur Schauspielerei nahm er an vielen Schauspielkursen teil. R.C. Bates hat in zahlreichen Filmen gearbeitet, konzentriert sich schwerpunktmäßig jedoch auf kleinere Theaterprojekte in den Regionen Detroit und Phoenix. Heute lebt Bates in Garden City, Michigan.
Seine erste Filmrolle hatte er 1988 in Lone Wolf. Meistens hatte er Nebenrollen wie in Last Action Hero von 1993 oder Tod im Spielzeugland aus demselben Jahr. Neben einigen Kurzfilmen wirkte er auch in einer Episode der Fernsehserie CSI: Vegas mit.

## Filmografie
- 1988: Lone Wolf
- 1991: Mom
- 1992: Das Geisterschiff (Ghost Ship)
- 1993: Last Action Hero
- 1993: The Making of ’…And God Spoke’
- 1993: Tod im Spielzeugland (Dollman vs. Demonic Toys)
- 1993: Die 4. Dimension (Doorways)
- 1994: Bad Girls
- 1994: The Adventures of Mary-Kate & Ashley: The Case of the Logical i Ranch (Kurzfilm)
- 1995: Werewolf
- 2000: Bukowski's Last Bet (Kurzfilm)
- 2000: Dancing at the Blue Iguana
- 2005: The Commission (Kurzfilm)
- 2007: CSI: Vegas (CSI: Crime Scene Investigation) (Fernsehserie, Episode 7x12)
- 2010: Father vs. Son
- 2013: Clowns & Heroes (Kurzfilm)